# Eysenhardtia
Eysenhardtia é um género botânico pertencente à família Fabaceae.
Em algumas localidades, a espécie Eysenhardtia platycarpa Pennell & Saff. é conhecida como Bálsamo.